# Regionale Eenheid Rotterdam

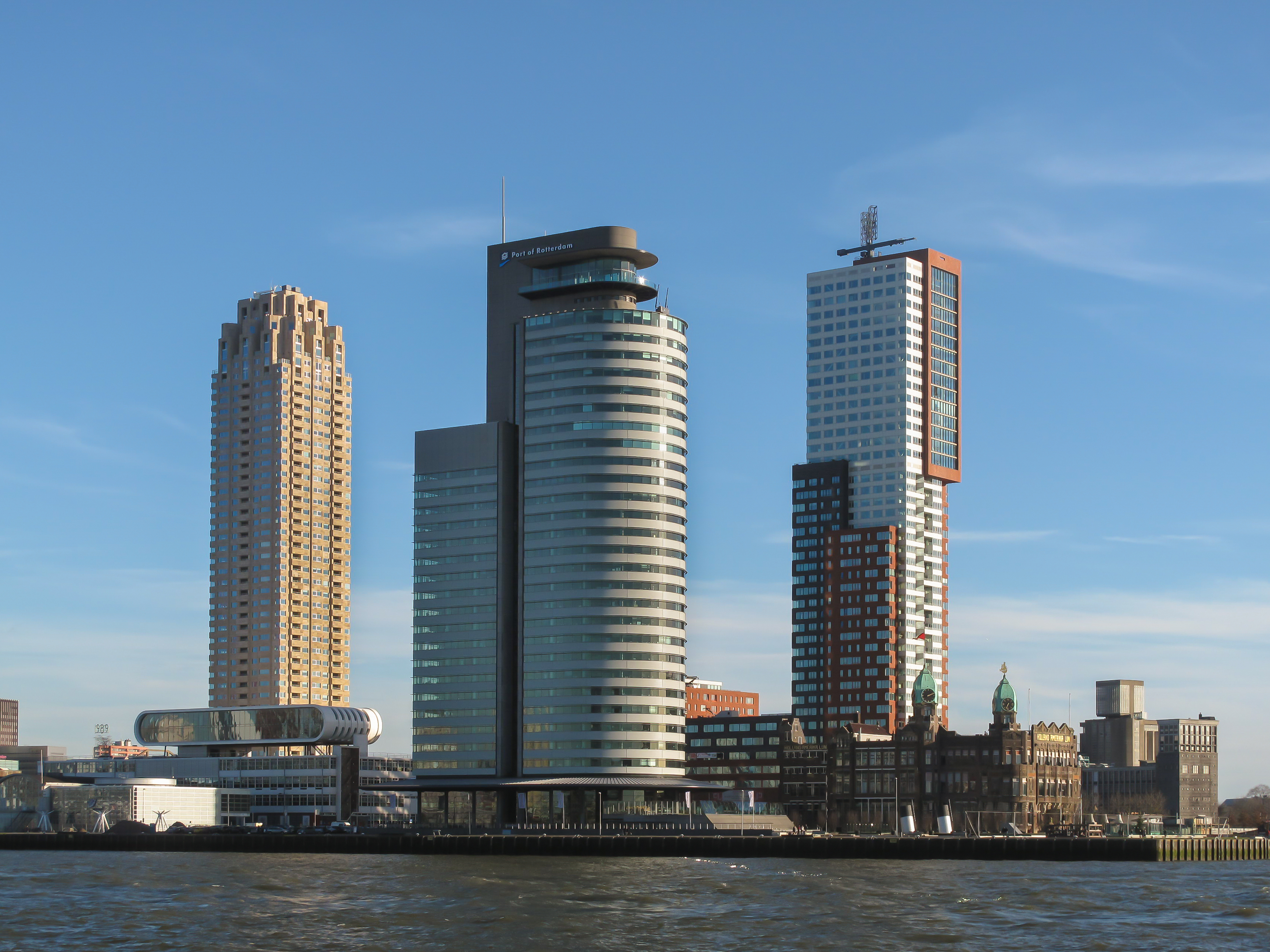
De meldkamer van Regionale Eenheid Rotterdam is gevestigd in het World Port Center

De Regionale Eenheid Rotterdam is een van de tien regionale eenheden van de Nationale politie. De Regionale Eenheid Rotterdam is in 2012 ontstaan uit een samenvoeging van de voormalige regiokorpsen Rotterdam-Rijnmond en Zuid-Holland Zuid.
De regionale eenheid Rotterdam bestaat uit de zeven districten Rijnmond Noord (A), Rotterdam Stad (B) , Rijnmond Oost (C), Rotterdam Zuid (D), Rijnmond Zuid-West (E), Zuid-Holland-Zuid (F) en Zeehavens (Z). De regionale eenheid kent in totaal 19 basisteams. Zowel de hoofdlocatie als de meldkamer van de Regionale Eenheid Rotterdam zijn gevestigd in Rotterdam.
District Rijnmond Noord kent drie basisteams:
- A1 Waterweg
- A2 Schiedam
- A3 Midden-Schieland

District Rotterdam Stad kent twee basisteams:
- B1 Delfshaven
- B2 Centrum

District Rijnmond Oost kent twee basisteams:
- C1 Maas-Rotte
- C2 IJsselland

District Rotterdam Zuid kent drie basisteams:
- D1 Charlois
- D2 Feijenoord
- D3 IJsselmonde

District Rijnmond Zuid-West kent drie basisteams:
- E1 Haringvliet
- E2 Nissewaard
- E3 Oude Maas

District Zuid-Holland-Zuid kent vier basisteams:
- F1 Hoeksche Waard
- F2 Drechtsteden Buiten
- F3 Drechtsteden Binnen
- F4 Lek en Merwede (voorheen Alblasserwaard-Vijfheerenlanden)

District Zeehavens:
- Zeehavenpolitie
- Grenspolitie

Naast de districten kent de regio een vijftal regionaal werkende ondersteunende diensten:
- Dienst Regionaal Operationeel Centrum (DROC)
  - Meldkamer Politie
  - Real Time Intelligence Center (RTIC)
- Dienst Regionale Recherche (DRR)
- Dienst Regionale Informatie Organisatie (DRIO)
- Dienst Regionale Operationele Samenwerking (DROS)
- Team Parate Eenheid (TPE) (Voorheen: Regionale Interventie Eenheid (RIE))

## Hoofdbureau

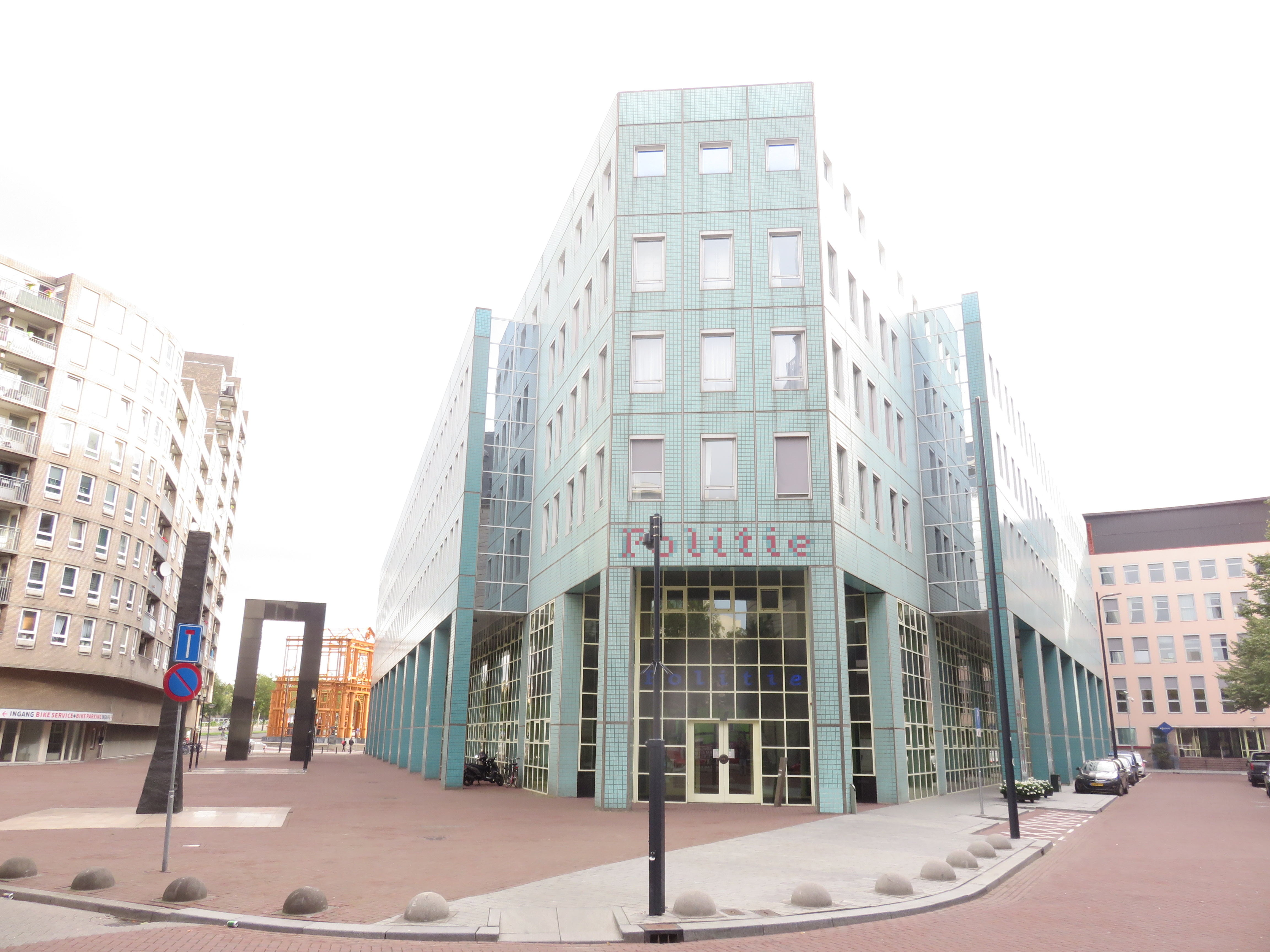
De V-vormige punt van het hoofdbureau

Het hoofdbureau van de Regionale Eenheid Rotterdam is gevestigd aan Doelwater 5 in Rotterdam, op steenworp afstand van de Coolsingel en schuin achter het Stadhuis van Rotterdam. Het oorspronkelijke gebouw, dat werd opgeleverd in 1938 is ontworpen door Nederlands architect Ad van der Steur. Om het gebouw met de tijd mee te laten gaan is het ruim 50 jaar later uitgebreid met een V-vormig bouwwerk, dit deel is ontworpen voor Maarten Struijs en is geopend in 1993. De entree van het hoofdbureau is op de punt van de V-vorm gesitueerd, gericht op de Coolsingel. Kenmerkend voor de bouwstijl van architect Struijs zijn de vele tegels die gebruikt zijn in het ontwerp.
Bestaande regionale politieeenheden:
Noord-Nederland ·
Oost-Nederland ·
Midden-Nederland ·
Noord-Holland ·
Amsterdam ·
Den Haag ·
Rotterdam ·
Zeeland - West-Brabant ·
Oost-Brabant ·
Limburg ·
Eenheid Landelijke Expertise en Operaties ·
Eenheid Landelijke Opsporing en Interventies

Voormalige eenheden:
Landelijke Eenheid
Voormalige regiokorpsen:
Politie Groningen ·
Politie Fryslân ·
Politie Drenthe ·
Politie IJsselland ·
Politie Twente ·
Politie Noord- en Oost-Gelderland ·
Politie Gelderland-Midden ·
Politie Gelderland-Zuid ·
Politie Utrecht ·
Politie Noord-Holland-Noord ·
Politie Zaanstreek-Waterland ·
Politie Kennemerland ·
Politie Amsterdam-Amstelland ·
Politie Gooi en Vechtstreek ·
Politie Haaglanden ·
Politie Hollands Midden ·
Politie Rotterdam-Rijnmond ·
Politie Zuid-Holland-Zuid ·
Politie Zeeland ·
Politie Midden- en West-Brabant ·
Politie Brabant-Noord ·
Politie Brabant-Zuidoost ·
Politie Limburg-Noord ·
Politie Limburg-Zuid ·
Politie Flevoland ·